# Liste des conseillers nationaux du canton de Schwytz
Cette page liste les représentants du canton de Schwytz au Conseil national depuis la création de l'État fédéral en 1848.

## Abréviations des partis
- BV : Bauernvereinigung
- PCS : Parti chrétien-social
- PCP : Parti conservateur populaire
- PDC : Parti démocrate-chrétien
- PLR : Parti libéral-radical
- PRD : Parti radical-démocratique
- PSS : Parti socialiste suisse
- UDC : Union démocratique du centre

Autres tendances et mouvements politiques :
- CL : Centre libéral
- CC : Conservatisme catholique
- GL : Gauche libérale

## Liste
| Nom                          | Parti  | Mandat    | Né   | Mort |
| ---------------------------- | ------ | --------- | ---- | ---- |
| Alois Ab Yberg               | PRD    | 1928–1935 | 1878 | 1959 |
| Karl Bachmann                | PCS    | 1959–1971 | 1915 | 2004 |
| Karl Benziger                | CC     | 1863–1866 | 1821 | 1890 |
| Nikolaus Benziger            | CC     | 1883–1905 | 1830 | 1908 |
| Elisabeth Blunschy           | PDC    | 1971–1987 | 1922 | 2015 |
| Armin Bruhin                 | PRD    | 1955–1959 | 1912 | 1990 |
| Josef Anton Georg Büeler     | CC     | 1857–1863 | 1824 | 1891 |
| Josef Anton Ferdinand Büeler | CC/PCP | 1896–1919 | 1858 | 1939 |
| Jakob Bürgi                  | PDC    | 1987–1995 | 1934 |      |
| Josef Bürgi                  | PRD    | 1919–1928 | 1864 | 1932 |
| Marcel Dettling              | UDC    | 2015–     | 1981 |      |
| Toni Dettling                | PRD    | 1991–1999 | 1943 |      |
| Josef Diethelm               | PSS    | 1959–1978 | 1914 | 1978 |
| Toni Eberhard                | PDC    | 1995–2003 | 1949 |      |
| Ambros Eberle                | CC     | 1874–1883 | 1820 | 1883 |
| Josef Anton Eberle           | CL     | 1866–1872 | 1808 | 1891 |
| Peter Föhn                   | UDC    | 1995–2011 | 1952 |      |
| Hans Fuchs                   | PCP    | 1951–1967 | 1911 | 1996 |
| Alois Gmür                   | PDC    | 2011–     | 1955 |      |
| Petra Gössi                  | PLR    | 2011–     | 1976 |      |
| Josy Gyr                     | PSS    | 2003–2007 | 1949 | 2007 |
| Jakob Meinrad Hegner         | GL     | 1854–1857 | 1813 | 1879 |
| Josef Heinzer                | PSS    | 1947–1959 | 1886 | 1961 |
| Anton von Hettlingen         | CC/PCP | 1908–1919 | 1859 | 1921 |
| Fridolin Holdener            | CC     | 1872–1896 | 1829 | 1904 |
| Alois Kessler                | PSS    | 1979      | 1925 | 1994 |
| Kaspar Knobel                | PRD    | 1905–1909 | 1842 | 1909 |
| Kaspar Knobel                | PCP    | 1943–1953 | 1882 | 1953 |
| Maya Lalive d’Epinay         | PRD    | 1999–2003 | 1957 |      |
| Josef Risi                   | PDC    | 1975–1987 | 1920 | 1999 |
| Erhard Ruoss                 | PRD    | 1935–1951 | 1901 | 1959 |
| Franz Karl Schuler           | CL     | 1848–1852 | 1817 | 1854 |
| Josef Schuler                | BV     | 1943–1947 | 1889 | 1957 |
| Pirmin Schwander             | UDC    | 2003–     | 1961 |      |
| Vital Schwander junior       | PCP    | 1919–1925 | 1884 | 1973 |
| Vital Schwander senior       | CC     | 1881–1908 | 1841 | 1909 |
| Fritz Stähli                 | PCP    | 1928–1939 | 1895 | 1961 |
| Johann Michael Stählin       | CC     | 1872–1874 | 1805 | 1874 |
| Johann Anton Steinegger      | CC     | 1848–1854 | 1811 | 1867 |
| Martin Steinegger            | PRD    | 1910–1919 | 1857 | 1837 |
| Hans Steiner                 | PCP    | 1919–1924 | 1884 | 1964 |
| Karl Styger                  | CC     | 1852–1872 | 1822 | 1897 |
| Andy Tschümperlin            | PSS    | 2007–2015 | 1962 |      |
| Josef Ulrich                 | PCP    | 1953–1955 | 1916 | 2007 |
| Klemenz Ulrich               | PCP    | 1939–1943 | 1875 | 1951 |
| Johann Wattenhofer           | PSS    | 1925–1928 | 1869 | 1941 |
| Joachim Weber                | PRD    | 1967–1975 | 1913 | 1999 |
| Karl Weber                   | PRD    | 1979–1991 | 1935 |      |
| Karl von Weber               | PCP    | 1925–1943 | 1879 | 1964 |
| Reto Wehrli                  | PDC    | 2003–2011 | 1965 |      |
| Arthur Züger                 | PSS    | 1987–1995 | 1940 |      |

## Sources
- (de) Cet article est partiellement ou en totalité issu de l’article de Wikipédia en allemand intitulé « Liste der Nationalräte des Kantons Schwyz » (voir la liste des auteurs).
- « Banque de données recensant les membres des conseils depuis 1848 », Parlement suisse